# Araneus volgeri
Araneus volgeri este o specie de păianjeni din genul Araneus, familia Araneidae, descrisă de Simon, 1897. Conform Catalogue of Life specia Araneus volgeri nu are subspecii cunoscute.